# Iker Martínez
Iker Martínez de Lizarduy Lizarribar (* 16. Juni 1977 in San Sebastián) ist ein spanischer Segler.

## Erfolge
Iker Martínez nahm dreimal an Olympischen Spielen mit Xabier Fernández in der 49er Jolle teil. 2004 schlossen sie in Athen die Regatta auf dem ersten Platz vor dem ukrainischen und dem britischen Boot ab. Sie wurden mit 67 Punkten Olympiasieger. Bei den Olympischen Spielen 2008 in Peking setzten sie sich im abschließenden medal race gegen drei weitere Boote durch, um den zweiten Platz hinter den Dänen Jonas Warrer und Martin Kirketerp zu erreichen und damit die Silbermedaille zu gewinnen. In London kamen sie vier Jahre darauf nicht über den 12. Platz hinaus. Nach einer Silbermedaille 2001 in Malcesine wurden Martínez und Fernández in der 49er Jolle 2002 in Kāneʻohe, 2004 in Athen und 2010 in Freeport jeweils Weltmeister. Darüber hinaus wurden die beiden zwischen 2002 und 2008 gemeinsam dreimal Europameister. Ab 2013 startete Martínez in der Bootsklasse Nacra 17, in der er 2017 die Europameisterschaften gewann.
Im Volvo Ocean Race 2014–2015 war er Skipper der Yacht Mapfre, die den vierten Platz belegte. Ebenso war er 2005–2006 (movistar) und 2008–2009 (Telefonica Black) Teilnehmer der Regatta. 2011 zeichnete der Weltverband World Sailing Martínez und Fernández als Weltsegler des Jahres aus. Er ist verheiratet und hat drei Kinder.